# 김인화
김인화(1969년 10월 5일~)는 대한민국의 리듬 체조 선수로, 1988년 하계 올림픽에 참가했다.